# Cascades Amoskeag
Les cascades Amoskeag són un conjunt de cascades ubicades a Manchester, Nou Hampshire (Estats Units d'Amèrica), al riu Merrimack.

## Història
«Amoskeag» deriva de la paraula pennacook «namoskeag», que es tradueix aproximadament com «bon lloc de pesca». Aquí, el riu Merrimack té una caiguda d'aigua de 15 m d'altura. Les tribus natives americanes de la regió van visitar les cascades Amoskeag a causa dels seu abundants peixos migratoris (com l'esturió, el gasparell i el salmó), que es pescaven fàcilment als ràpids; els nadius normalment capturaven els peixos utilitzant una combinació de grans xarxes que travessaven el riu.
El 1807, Samuel Blodgett va iniciar la construcció d'un canal i un sistema de resclosa al riu per ajudar els vaixells a navegar per les cascades, obrint l'àrea al desenvolupament. Aviat això va conduir a l'ús de l'aigua de les cascades per proporcionar l'energia de l'aigua, a través d'un canal, per a la indústria en desenvolupament del segle xix de Manchester.

## L'ús del seu nom
A causa de la importància de les cascades en la història de Manchester, diverses empreses locals han adoptat el seu nom. Alguns exemples inclouen Amoskeag Manufacturing Company (que operava a la majoria de les fàbriques tèxtils de Manchester utilitzant l'energia hidràulica de les cascades fins que van tancar enmig de les vagues laborals el 1935), la seva divisió anomenada Amoskeag Locomotive Works (un fabricant primerenc de camions de bombers i màquines de tren), i Amoskeag Fishways (un centre d'educació ambiental situat a les cascades Amoskeag).